# Niels Jørgen Haugesen
Niels Jørgen Haugesen (født 14. august 1936 i Vivild, død 17. september 2013) var en dansk møbelarkitekt.
Haugesen blev udlært møbelsnedker i 1956 og dimitterede som møbelarkitekt fra Kunsthåndværkerskolen i 1961. Han var fra 1966 ansat hos Arne Jacobsen, men åbnede i 1971 egen tegnestue. Fra 1980 til 1995 drev han den i partnerskab med Gunvor Haugesen. Siden 1973 har Haugesen undervist på Danmarks Designskole.
Han har både formgivet møbler i træ og metal. Blandt de mest ikoniske er stål-stabelstolen X-line fra 1977, der med sit minimalistiske udtryk er et fornemt eksempel på dansk hightech. Andre fremtrædende værker er stolen Fleur fra 1998 og sofaen Distance fra 2002. Hans værker er bl.a. repræsenteret på Kunstindustrimuseet, Lousiana, Dansk Design Center, Trapholt, Stedelijk Museum i Amsterdam, Arts Decoratifs Union Louvre i Paris, Die Neue Sammlung i München og Museum of Modern Art i New York City.
Niels Jørgen Haugesen har fået adskillige priser, bl.a. ID Prisen for Haugesen-bordet 1986 og for X-line stolen 1987 og Møbelprisen 1996. I 1982 og 1987 fik han tildelt Statens Kunstfonds legat, og siden 1998 har han modtaget fondens livsvarige ydelse.